# مارگاریتا یاکولوا
مارگاریتا یاکولوا (اوکراینی: Маргарита Яковлєва؛ زادهٔ ۲۷ اوت ۱۹۸۱) روزنامه‌نگار، شاعر، نویسنده اهل اوکراین است. وی از سال ۲۰۰۶ میلادی تاکنون مشغول فعالیت بوده‌است.